# 四林
四林，是台灣屏東縣潮州鎮的一個傳統地域名稱，位於該鎮東北部。相較於今日行政區，其範圍大致包括四春里不含東北部邊界地帶、泗林里不含西北部邊界地帶及西南部邊界地帶的中段暨東段、崙東里北端。
本地區境內主要聚落為四塊厝（四春）、林後、崁腳、三家村，設有四林國小。

## 歷史
台灣日治初期，四林地區為一街庄，稱為「四林庄」（舊制街庄），隸屬於港東上里。該庄昔日北與萬巒庄為鄰，東北、東及東南與佳佐庄為鄰，南邊為崙仔頂庄，西邊為潮州庄。
1901年（日治明治三十四年）11月11日，全台廢縣廳改設二十廳，該庄隸屬於阿猴廳。1904年（明治三十七年）4月15日，該庄編入「萬巒區」，隸屬於阿猴廳。1905年（明治三十八年）4月1日，阿猴廳改稱「阿緱廳」。1909年（明治四十二年）10月25日，全台合併二十廳為十二廳，萬巒區仍隸屬於阿緱廳。1920年（大正九年）10月1日，全台地方制度大改正，廢十二廳改設五州二廳，該庄改制為「四林」大字，隸屬於高雄州潮州郡潮州街（新制街庄）。
戰後潮州街改制為潮州鎮，隸屬於高雄縣，大字亦改制為里。1950年（民國39年）10月1日，高、屏分治，潮州鎮改隸屬於屏東縣。
相較於今日行政區，本地區的範圍大致包括四春里不含東北部邊界地帶、泗林里不含西北部邊界地帶及西南部邊界地帶的中段暨東段、崙東里北端。

## 聚落
本地區發展較早的聚落為四塊厝、林後、崁腳、三家村，在日治期初期的官方地圖上已有記載。

## 交通
省道台1線又稱「縱貫公路」，是臺北至楓港的傳統平面幹道，經過本地區的西部邊界地帶北側。由該道路北行可前往萬巒鄉西南端、竹田鄉、內埔鄉、內埔鄉/竹田鄉交界地帶、竹田鄉/麟洛鄉交界地帶、麟洛鄉等地，南行可前往新埤鄉、南州鄉東端、佳冬鄉、枋寮鄉等地。
縣道185甲線是新吉至來義的道路，經過本地區的崁腳聚落。由該道路西行可前往潮州鎮潮州市區、崁頂鄉北端、萬丹鄉東南端、新園鄉，並止於省道台27線路口；東行可前往萬巒鄉東南端，並止於縣道185號路口。
縣道187乙線是萬巒至海坪的道路，經過本地區的四塊厝、崁腳、林後等聚落。由該道路東北行（大方向，當地向西北行）可前往萬巒鄉，並止於萬巒市區的縣道187號路口；西南行可前往新埤鄉、南州鄉、東港鎮，並止於內關帝地區海坪聚落的縣道187號路口。
鄉道屏103線是大林至四春的道路，其南側端點（終點）位於本地區西部、崁腳聚落的縣道185甲線轉彎路口。
鄉道屏111線是四溝水至泗林的道路，其南側端點（終點）位於本地區北部、四塊厝聚落的縣道187乙線轉彎路口。

## 學校
- 四林國小

## 公務機關
- 屏東縣政府警察局潮州分局四林派出所